# Campoplex granditor
Campoplex granditor är en stekelart som beskrevs av Aubert 1972. Campoplex granditor ingår i släktet Campoplex och familjen brokparasitsteklar. Inga underarter finns listade.